# سفينة شقيقة

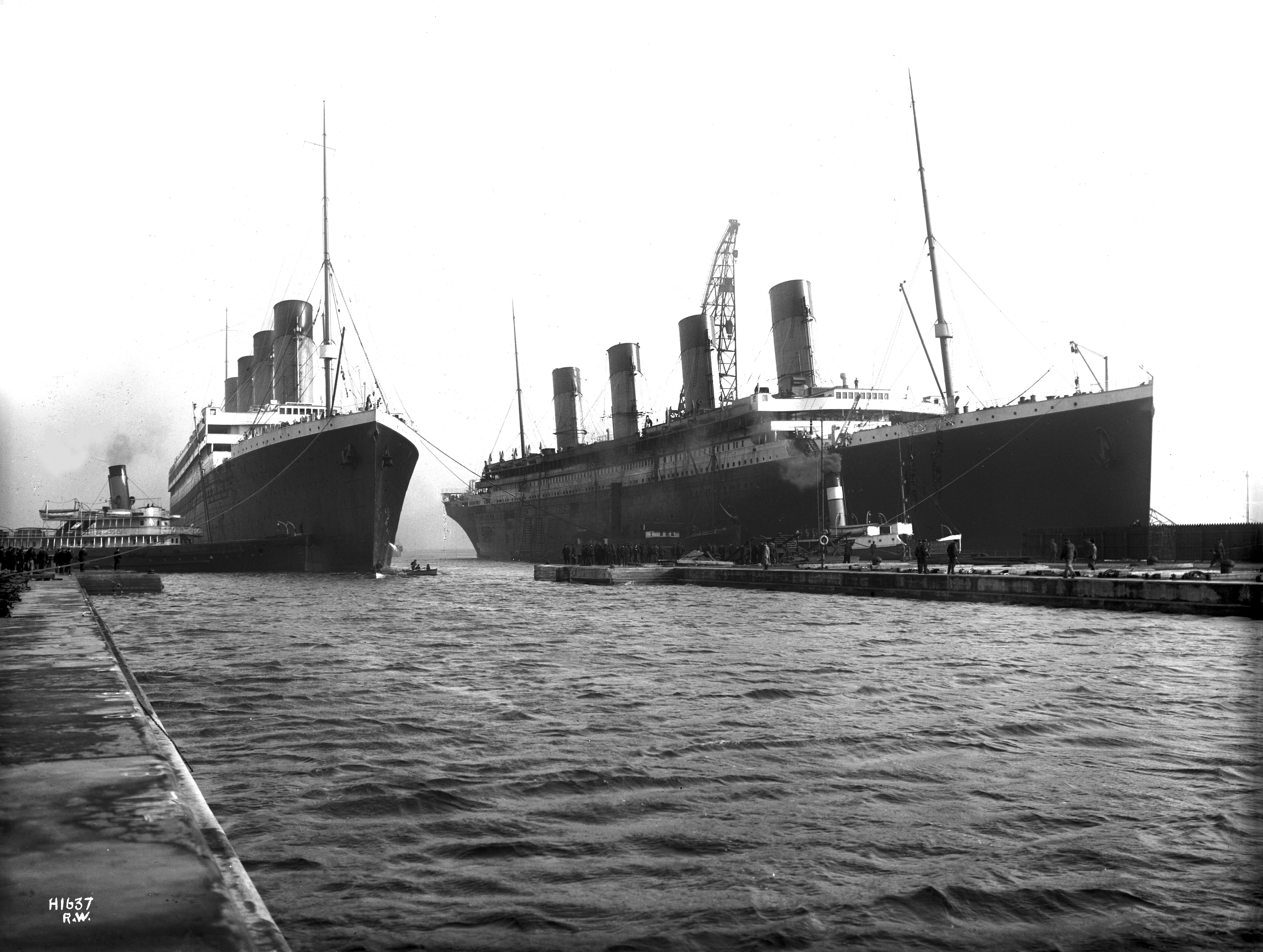

السفينة الشقيقة هي سفينة من نفس الفئة أو ذات تصميم مماثل تقريبا لسفينة أخرى. تشترك هذه السفن في تخطيط الهيكل والبنية المتطابقة تقريبًا، والحجم المماثل. غالبًا ما يشتركون في سمة تسمية شائعة، إما يتم تسميتهم على نفس النوع من الأشياء (الأماكن، الأبراج، الملوك). في كثير من الأحيان، تصبح السفن الشقيقة أكثر تمايزًا أثناء خدمتهم حيث يتم تغيير معداتهم بشكل منفصل.